# Norman Dannhauer
Norman Dannhauer (* 28. August 1979 in Wernigerode) ist ein deutscher Bobfahrer.
Norman Dannhauer ist angehender Polizeimeister und lebt in Erfurt. Der Anschieber vom SC Oberbärenburg betreibt seit dem Jahr 2000 Bobsport. Er gehört zum Team von Matthias Höpfner, zuvor fuhr er bei den Teams von Thomas Florschütz und Ruben Feisthauer. 2003 gewann er mit Feisthauer die Juniorenweltmeisterschaften im Zweier- und im Viererbob. Im selben Jahr gewann er in La Plagne zudem einen Weltcup im Viererbob. Bei den deutschen Meisterschaften gewann er im Feisthauer-Vierer die Bronzemedaille.